# Miquel Garcia Borda
Miquel Garcia Barda (Barcelona, 1970) és un actor català. Va estudiar interpretació a l'Institut del Teatre i cant al Taller de Músics de Barcelona, i s'ha format amb José Sanchis Sinisterra, Joan Ollé i Berty Tovías. El 2000 va debutar com a director de cinema amb Todo me pasa a mí
És conegut principalment pel paper d'Alberto Vicuña, exmarit de la inspectora Raquel Murillo a la sèrie de televisió La casa de papel, per El cor de la ciutat i  Km. 0 (2000). Entre el 2012 i el 2013 va interpretar a Roque Fresnedoso a la telenovel·la El secreto de Puente Viejo.

## Filmografia

### Cinema
- Jamón, jamón (Jamón Jamón), dirigida per Bigas Luna (1992)
- Depizza depizza, dirigida per David Pujol - curtmetratge (1995)
- Estocolmo, dirigida per David Pujol - curtmetratge (1996)
- Rincones del paraíso, dirigida per Carlos Pérez Merinero (1999)
- Novios, dirigida per Joaquín Oristrell (1999)
- Km. 0, dirigida per Yolanda García Serrano e Juan Luis Iborra (2000)
- San Bernardo, dirigida per Joan Potau (2000)
- Todo me pasa a mí, dirigida per Miquel Garcia Borda (2001)
- Valentín, dirigida per Juan Luis Iborra (2002)
- Fumata blanca, dirigida per Miquel García Borda (2002)[4]
- Impulsos, dirigida per Miguel Alcantud (2002)
- Nocturnes, dirigida per Henry Colomer (2006)
- Lazos rotos, dirigida per Miquel Garcia Borda (2008)
- Les derniers jours du monde, dirigida per Arnaud Larrieu e Jean-Marie Larrieu (2009)
- Johan Primero, dirigida per Johan Kramer (2010)
- La sombra del pasado, dirigida per Cameron Casti - curtmetratge (2010)
- Pasión criminal, dirigida per Rubén Dos Santos (2015)
- El hombre de las mil caras, dirigida per Alberto Rodríguez Librero (2016)
- Plan de fuga, dirigida per Iñaki Dorronsoro (2016)
- La voce del Lupo, dirigida per Alberto Gelpi (2018)
- Til vi falder, dirigida per Samanou Acheche Sahlstrøm (2018)
- Mientras dure la guerra, dirigida per Alejandro Amenábar (2019)

### Televisió
- Poble Nou – sèrie de televisió, episodis 1x126-1x134-1x165 (1994)
- Secrets de família – sèrie de televisió, 75 episodis (1995)
- Estació d'enllaç – sèrie de televisió, episodis 1x5-3x16 (1994-1997)
- Hospital Central – sèrie de televisió, episodis 7x10 (2004)
- Vida de familia, dirigida per Llorenç Soler – telefilm (2007)
- La ratjada – sèrie de televisió, episodi 1x1-1x2 (2008)
- El cor de la ciutat – sèrie de televisió, 124 episodis (2000-2009)
- Amb el cor a la mà, dirigida per Oriol Grau – telefilm (2009)
- Zero, dirigida per Miquel García Borda – telefilm (2011)
- 14 d'abril. Macià contra Companys, dirigida per Manuel Huerga – telefilm (2011)
- Morir en 3 actes, dirigida per David Pujol – telefilm (2011)
- Toledo – sèrie de televisió, episodi 1x7 (2012)
- El secreto de Puente Viejo – sèrie de televisió, 22 episodis (2012-2013)
- Lo que escondían sus ojos – minisèrie de televisió, episodis 1x4 (2016)
- El incidente – sèrie de televisió, episodis 1x2 (2017)
- Knightfall – sèrie de televisió, episodis 1x7-1x8 (2018)
- Presunto culpable – sèrie de televisió, episodis 1x2 (2018)
- Si no t'hagués conegut – sèrie de televisió, 6 episodis (2018)
- Cuéntame cómo pasó (Cuéntame) – sèrie de televisió, 4 episodis (2020)
- La casa de papel – sèrie de televisió, 9 episodis (2017-2020)
- Nasdrovia – sèrie de televisió, 5 episodis (2022)
- La promesa – sèrie de televisió, 29 episodis (2022)[5]